# Distrito de Narayanpur
Narayanpur (en Hindi: नारायणपुर जिला) es un distrito de la India en el estado de Chhattisgarh. Su centro administrativo es la ciudad de Narayanpur. Fue creado el 11 de mayo del año 2007 a partir del distrito de Bastar. Este comprende 366 localidades. Hace parte del Corredor Rojo.